# Río Kukra
Río Kukra är ett vattendrag i Nicaragua. Det ligger i Región Autónoma de la Costa Caribe Sur, i den sydöstra delen av landet. Floden mynnar i Karibiska havet.